# إعلان انضمام تشارلز الثالث
أصبح تشارلز الثالث ملكًا على المملكة المتحدة و14 مملكة من عالم الكومنولث الأخرى بعد وفاة والدته إليزابيث الثانية ومراسم تشييعها التي جرت في 8 سبتمبر عام 2022. تنقل الخلافة المَلَكية في الممالك فور وفاة الملك الحاكم. وقع الإعلان الرسمي في بريطانيا في 10 سبتمبر عام 2022 عند الساعة 10:00 بالتوقيت الصيفي البريطاني، وهو نفس اليوم الذي اجتمع فيه مجلس الانضمام في قصر سانت جيمس في لندن. أصدرت الممالك الأخرى، بما في ذلك معظم المقاطعات الكندية وجميع الولايات الأسترالية، إعلاناتها الخاصة فيما يتعلق بمناطقها الزمنية وذلك بعد اجتماعات المجالس الخاصة أو التنفيذية ذات الصلة. في حين أن خط الخلافة متطابق في جميع ممالك الكومنولث، إلا أن اللقب المَلَكي المُعلن ليس هو ذاته في كل منها.

## المملكة المتحدة
وقع الإعلان الرسمي في 10 سبتمبر عام 2022 عند الساعة 10:00 صباحًا بالتوقيت الصيفي البريطاني في قصر سانت جيمس في لندن. على الرغم من أن جميع أعضاء مجلس الملكة الخاص البالغ عددهم 700 كانوا مؤهلين للحضور، إلا أنه تم استدعاء 200 فقط بسبب محدودية المساحة.
قبل وصول الملك، قرأ كاتب المجلس إعلان الانضمام، الذي طُرح فيه رسميًا الاسم المَلَكي الجديد للملك: تشارلز الثالث. وقع على الإعلان من قِبَل الملكة كاميلا، القرينة الجديدة، والأمير وليام أمير ويلز الجديد، وجاستن ويلبي رئيس أساقفة كانتربيري، والسيد المستشار: براندون لويس، ورئيس أساقفة يورك: ستيفن كوتريل، ودوق نورفولك: الإيرل مارشال إدوارد فيتزالان هواردن، والسيد رئيس المجلس بيني موردونت، ورئيسة مجلس الوزراء ليز تراس. بعد ذلك، ألقى رئيس اللورد ملاحظاته حول القضايا التي تتناول التصريحات العامة وتحية السلاح في هايد بارك وبرج لندن. انضم الملك إلى الجزء الثاني من المجلس إلى جانب مستشارو المجلس فقط، وألقى خطابًا شخصيًا بشأن وفاة الملكة. أدى اليمين للحفاظ على استقلال كنيسة اسكتلندا، والتي تم التأكيد عليها مجددًا من خلال التوقيع على وثيقتين بحضور الملكة القرينة وأمير ويلز. في ختام الحفل، وقع مستشارو المجلس على الإعلان. انتشرت حادثة بسيطة على الإنترنت أثناء التوقيع، والتي ظهر فيها الملك محبطًا لوجود الكثير من العناصر على طاولته الصغيرة.
يُعد مجلس انضمام الملك تشارلز الثالث أول مجلس يتم بثه على التلفزيون وبتدفق مباشر عبر الإنترنت. في الساعة 11:00، بدأت تحية السلاح بإطلاق 21 بندقية في برج لندن وقلعة كارديف وقلعة إدنبرة وقلعة كورنيه في غيرنسي وجبل طارق وفي القواعد والمحطات البحرية في البحر احتفالًا بانضمام الملك تشارلز الثالث. بعد حفل الإعلان، استقبل الملك الحشود خارج قصر باكنغهام.
عندما اجتمع برلمان المملكة المتحدة، أقسم الأعضاء بالولاء للملك الجديد وأعربوا عن تعازيهم لوفاة الملكة الراحلة. عُلقت معظم الأنشطة البرلمانية لمدة 10 أيام. في الساعة 15:30، استضاف الملك رئيس مجلس الوزراء وأعضائه أمام الجمهور. في نفس اليوم، صدر إعلان الانضمام من قِبَل الحكومات المفوضة في اسكتلندا وويلز وأيرلندا الشمالية.